# Kankandi
Kankandi è un comune rurale del Niger facente parte del dipartimento di Boboye nella regione di Dosso.